# Аликс от Бургундия
Аликс Бургундска или Аделхейд (на немски: Adelheid (Alix) von Burgund; на френски: Adélaïde de Bourgogne (Aleyde, Alix); * ок. 1233, † 23 октомври 1273) от Старата бургундска династия, е чрез женитба херцогиня на Брабант (1251 – 1261).

## Живот
Тя е дъщеря на Хуго IV (1213 – 1272), херцог на Бургундия и титулярен крал на латинското Солунско кралство, и първата му съпруга Йоланда дьо Дрьо (1212 – 1248). През ноември 1258 г. нейният баща се жени втори път за Беатрис от Шампан, принцеса от Навара. Сестра е на херцог Роберт II, който се жени през пролетта 1279 г. за принцеса Агнеса Френска, дъщеря на френския крал Луи IX. Нейната по-малка полусестра Изабела Бургундска се омъжва през 1284 г. за римско-немския крал Рудолф I.
През 1251 г. Аликс се омъжва за Хайнрих III Добрия (1231 – 1261), от 1248 г. херцог на Брабант от род Регинариди, син на херцог Хайнрих II от Брабант и Мария фон Хоенщауфен, дъщеря на немския крал Филип Швабски и Ирина Ангелина, дъщеря на византийския император Исак II Ангел.
След смъртта на нейния съпруг на 28 февруари 1261 г. в Льовен, тя е опекун за 10-годишния си син Хайнрих IV до 1267 г.
- Аликс Бургундска
- Аликс Бургундска и Хайнрих III, херцог на Брабант

## Деца
- Хайнрих IV (1251 – 1272), херцог на Брабант
- Йохан I Победоносния (1252/1253 – 1294), херцог на Брабант
- Готфрид († 1302), господар на Ершот, убит в битката при Куртре
- Мария (1256 – 1321), ∞ 1274 Филип III Смелия (1245 – 1285), крал на Франция (Капетинги)